# Bicyclus viettei
Bicyclus viettei är en fjärilsart som beskrevs av Condamin 1961. Bicyclus viettei ingår i släktet Bicyclus och familjen praktfjärilar. Inga underarter finns listade i Catalogue of Life.